# Gylfaginning
Gylfaginning (hrvatski: Obmanjivanje Gylfija) prvi je dio Prozne Edde Snorrija Sturlusona iz 13. stoljeća nakon Prologa. Govori o stvaranju i uništenju svijeta nordijskih bogova, kao i o brojnim drugim pojmovima iz nordijske mitologije. Drugi dio Prozne Edde naziva se Skáldskaparmál (Riječ o pjesništvu), a treći se naziva  Háttatal (Popis stihova).

## Sažetak
Gylfaginning je priča o Gylfiju, kralju koji je vladao "zemljom koja se sada zove Švedska". Nakon što ga obmani jedna od božica asa, Gylfi se počne pitati koriste li se svi asi magijom i trikovima kako bi postigli ono što žele. Zbog toga putuje prema Asgardu, ali ga u međuvremenu bogovi prevare i stigne na drugo mjesto, gdje naiđe na veliku palaču. U palači susretne čovjeka koji ga pita kako se zove, a Gylfi se predstavi kao Gangleri, odnosno "On Koji Hoda". Ganglerija dovedu kralju palače i ugleda tri čovjeka: Visokog, Jednakovisokog i Trećeg.
Tada se kuša Ganglerijeva mudrost tako što postavlja pitanja, što je uobičajeno u brojnim nordijskim sagama. Svako pitanje postavljeno Visokom, Jednakovisokom i Trećem vezano je uz dio nordijske mitologije ili bogove, ali i uz stvaranje i uništenje svijeta (Ragnarok). Na koncu palača i ljudi u njoj nestanu te Gylfi stoji na praznome tlu. Implicira se da Gylfi tijekom povratka svojem narodu prepričava ispričane mu priče. Moguće je da se Snorri poslužio tim stilskim sredstvom kako bi u kršćanskom kontekstu dokumentirao usmenu predaju koja je počela nestajati.

## Vanjske poveznice
- Obmanjivanje Gylfija na staronordijskom jeziku na mrežnom mjestu heimskringla.no
- Tekst na svim izvornim rukopisima
- Tekst s modernim islandskim načinom slovkanja
- Prijevod na engleski jezik